# Jahresüberschadenexzedent
Dieser Artikel wurde aufgrund inhaltlicher und/oder formaler Mängel auf der Qualitätssicherungsseite des Portals Wirtschaft eingetragen. 
Du kannst helfen, indem du die dort genannten Mängel beseitigst oder dich an der Diskussion beteiligst.
Ein Jahresüberschadenexzedent (englisch: Stop Loss) ist eine Form der nichtproportionalen Rückversicherung.
Der Rückversicherer hat dann zu leisten, wenn die Gesamtschadenlast des Zedenten aus einer Branche oder Sparte während einer Vertragsperiode die verdiente Prämie um einen vereinbarten Prozentsatz (Schadenquote) übersteigt.
Ziel dieser Vertragsform ist eine Verlustbegrenzung des Zedenten (Planungssicherheit). Geschützt sind nicht einzelne Policen oder Schäden, sondern das Gesamtergebnis. Stop Loss wirkt bilanzschützend.